# ليندا فلاور
ليندا فلاور (بالإنجليزية: Linda Flower)‏ هي أكاديمية أمريكية، ولدت في 3 مارس 1944.